# Tom Clancy's Splinter Cell: Conviction
Tom Clancy's Splinter Cell: Conviction è un videogioco stealth del 2010, sviluppato da Ubisoft Montréal e pubblicato da Ubisoft per Xbox 360 e Microsoft Windows. Si tratta del quinto episodio della saga di videogiochi Splinter Cell.

## Trama
Victor Coste, veterano dell'esercito americano, si trova prigioniero in una sala interrogatori in un luogo non precisato, costretto a raccontare le recenti vicende che hanno riguardato l'ex agente segreto dell'NSA (nonché amico) Sam Fisher, ed è proprio attraverso questo flashback che si svolgerà tutta la storia di Splinter Cell: Conviction. Sam Fisher, dopo l'assassinio dell'amico Irving Lambert (che aveva posto fine al precedente Tom Clancy's Splinter Cell: Double Agent), è totalmente indipendente, sia dall'America che da Third Echelon, divorato solamente dal desiderio di vendicare l'assassinio di sua figlia Sarah. Sam si ritrova così nella capitale maltese di La Valletta, dove viene contattato da una vecchia conoscenza di Third Echelon, Anna Grimsdottir (detta Grim) e, dopo aver interrogato il mercenario Dimitrij Gramkos, viene a sapere che un boss locale, un certo Andry Kobin, potrebbe essere il vero responsabile della morte della figlia.
Dopo aver ucciso Gramkos, sfruttando le sue abilità, Sam riesce ad infiltrarsi nella villa di Kobin e a bloccarlo ma, proprio quando quest'ultimo sembra sul punto di confessare, diversi agenti Splinter Cell irrompono nella villa e catturano Fisher. Portato in una base aerea segreta sulle montagne Blue Ridge, Sam viene finalmente a sapere da Grim il motivo della sua chiamata: il nuovo direttore di Third Echelon, Tom Reed, sta organizzando un complotto con la Black Arrow, società privata specializzata in traffico di EMP (ordigni elettromagnetici ad alta intensità), e Grim è la talpa mandata in Third Echelon dal Presidente Caldwell. Grim, davanti al rifiuto di Sam, decide di rivelargli la verità su Sarah, la quale in realtà è ancora viva e al sicuro a Washington. Colpito da questa improvvisa rivelazione, Sam fugge dalle montagne e va in cerca di aiuto da un vecchio amico, Victor Coste, che operava nella stessa squadra SEAL in Iraq durante la Prima guerra del golfo e dopo ha aperto una agenzia investigativa.
Incontratisi al Monumento a Washington, Coste rivela a Sam l'esistenza di un'industria farmaceutica, la White Box, che lavora a stretto contatto con la Black Arrow. Sam decide così di andare a dare un'occhiata da vicino e, infiltratosi all'interno della fabbrica, scopre che un certo Lucius Gaillard ha avuto una parte importante nell'introduzione degli ordigni EMP a Washington, e decide di interrogarlo. Arrivato al Lincoln Memorial, dove è in programma un discorso del vicepresidente, Sam ascolta una conversazione fra Reed e Gaillard e, una volta interrogato quest'ultimo, scopre che un grosso trafficante, noto come Megiddo, ha speso una grossa somma di denaro al fine di far esplodere gli ordigni EMP. Sam non fa però in tempo a finire l'interrogatorio con Gaillard che un cecchino spara a quest'ultimo, uccidendolo. Sam si getta all'inseguimento dell'assassino, ma resta però vittima di un'imboscata di diverse squadre di Third Echelon, alla quale riesce però a scampare grazie all'aiuto di Grim.
Sam capisce che la chiave per decifrare il piano di Reed si trova all'interno di Third Echelon, e decide così di entrarci di nascosto. Entrato nell'edificio, Sam viene finalmente a sapere da Grim la verità su sua figlia: avendo intuito una possibile minaccia su Sarah da parte di un traditore, Lambert aveva finto la morte della ragazza, con l'intento di trovare la talpa e di smascherare queste minacce; questo non si verificò, e Lambert fu costretto a creare a Sarah un nuovo nome e una nuova identità, non rivelando mai la verità a suo padre. Sam rimane profondamente ferito da queste rivelazioni, e decide di recarsi al bacino idrico di Michigan Ave, per disinnescare almeno uno dei tre ordigni che stanno per esplodere nell'area metropolitana di Washington. Scampato per un soffio alla morte, Sam viene salvato da Coste, il quale lo fa finalmente rincontrare con la figlia. Dopo aver assistito al caos generato dall'esplosione delle EMP, l'elicottero su cui viaggiano Sam, Sarah e Coste viene abbattuto e i tre si salvano per miracolo, schiantandosi sul tetto di un teatro. Sam decide di porre fine alla storia e corre alla Casa Bianca per fermare Reed, intenzionato ad assassinare il Presidente, poiché la Caldwell aveva deciso che Third Echelon, non meritava altri finanziamenti e sarebbe stata chiusa lasciando gli USA, vulnerabili agli attacchi terroristici che essa aveva sventato per anni, Reed ha pensato dunque di simulare un attentato per dimostrare che l'agenzia serva ancora al paese. Sam entra nella Casa Bianca e uccide tutte le guardie di Reed e incontra Grim, i due riescono a salvare il Presidente e a catturare lo stesso Reed, il quale viene ucciso da Sam oppure da Grim, in base alla scelta del giocatore.
Il gioco si conclude con la fine del flashback di Victor Coste, il quale viene interrotto da un allarme scoppiato nella struttura Black Arrow in cui è tenuto prigioniero. Probabilmente Sam è entrato per liberarlo.

## Sviluppo
Immagini promozionali e logo sono trapelati dagli studi Ubisoft il 21 settembre 2006 a causa di un errore nei loro server che ha diffuso in rete un archivio RAR da 2 GB contenente informazioni di numerosi titoli previsti, tra cui, oltre a Conviction, i nuovi episodi di Far Cry e Prince of Persia.
Il 23 marzo del 2007 agli Ubidays fu annunciato Splinter Cell: Conviction con un video sul gameplay al quale seguirono numerosi filmati e interviste. Il video mostrava Sam Fisher fuggitivo con barba e capelli lunghi, sprovvisto dei gadget che ne hanno fatto un'icona del mondo dei videogiochi. Si trova a Washington, precisamente nel Korean War Memorial, vicino al Washington Monument e all'United States Capitol ed è braccato dalla polizia.  Sam potrà sferrare calci e pugni, avrà a disposizione un fucile e qualsiasi oggetto presente sullo scenario di gioco (sedie, tavolini ecc.) per mettere KO i nemici. Ciò, ovviamente, creò una forte disapprovazione da parte dei fan.
La distribuzione del gioco era inizialmente prevista per il 16 novembre 2007. In seguito venne rimandata al periodo natalizio del 2008, ma l'assoluta assenza di promozione confermò un altro ritardo. A metà 2009 il presidente della Ubisoft annuncia l'uscita del gioco nel periodo ottobre-dicembre, in seguito i negozi fissarono la data di pubblicazione per il 22 ottobre del 2009, ma la Ubisoft Montreal dichiara un nuovo rinvio che porta la pubblicazione di Conviction ai primi mesi del 2010. Non essendo ancora soddisfatta lo rinvia al 23 febbraio del 2010 (25 in Europa) implementando nuove funzioni come ad esempio il ritorno del visore. Il 13 gennaio del 2010 Ubisoft, durante un comunicato stampa, ha dichiarato ufficialmente uno slittamento della data di distribuzione ad aprile 2010 per rendere "maestoso" ciò che già per gli sviluppatori era considerato "grandioso". In occasione dell'"X10", conferenza di Microsoft tenutasi a San Francisco l'11 febbraio 2010, è stata resa nota la data ufficiale di uscita del gioco: 13 aprile per Stati Uniti; 15 aprile per l'Europa e 28 aprile per il Giappone.
La versione finale del gioco non rispecchia le caratteristiche della demo.

## Modalità di gioco
Varie riviste specializzate, incluso Official Xbox Magazine, affermano che Conviction rivoluzionerà il gameplay e la grafica della già innovativa next-gen.
Il gameplay mostrato all'E3 2009 lascia molta libertà al giocatore, che può decidere di giocare in modalità stealth o come in un comune sparatutto.
Il giocatore potrà inoltre utilizzare una nuova meccanica di gioco, chiamata "mark and execute" (marca ed esegui). Il giocatore, uccidendo gli avversari con tecniche corpo a corpo, acquisisce punti "mark and execute". Con essi può "marcare" un certo numero di nemici (in base ai punti disponibili), facendo apparire sulle loro teste un segno apposito. Poi, premendo un tasto, si possono uccidere rapidamente, con pochi colpi ed in maniera spettacolare i nemici marcati, dando un valido aiuto quando ci si trova contro un buon numero di nemici distanti tra loro, per eliminarli velocemente senza allertarli o per facilitare uno scontro già avviato; si possono usare questi punti anche per distruggere luci o altro, dando un considerevole vantaggio tattico sugli avversari.
Un'altra innovazione è l'Ultima Posizione Nota (UPN), che apparirà come una silouhette fantasma del protagonista mostrandoci la posizione in cui i nemici credono di trovarci. Questa innovazione è molto utile, soprattutto per coloro che vogliono utilizzare un approccio stealth nel gioco.
Nel 2009 la classificazione PEGI è tornata 18+, a differenza della versione del 2007 fissata a 16+.

## Multiplayer
Il Multiplayer offre 5 modalità:
- Storia Co-Op - Una storia prequel di quella di Conviction giocabile in due giocatori con la durata di circa sei ore.
- Cacciatore - Cooperativa da 1 a 2 giocatori. Eliminare tutti i nemici presenti nella mappa.
- Infiltrazione - Cooperativa da 1 a 2 giocatori. Eliminare tutti i nemici presenti nella mappa senza farsi scoprire.
- Ultimo uomo - Cooperativa da 1 a 2 giocatori. Difendere la zona dalle ondate di nemici.
- Scontro finale - Competitiva a 2 giocatori uno contro uno, con l'aggiunta di IA nemica.

La modalità infiltrazione non è presente nella versione base del gioco, ma è ottenibile tramite contenuto scaricabile.

## Colonna sonora
La colonna sonora del gioco, di 24 brani, è stata composta da Kaveh Cohen e Michael Nielsen in associazione con la Groove Addicts.

### Tracce
Musiche di Kaveh Cohen, Michael Nielsen e Groove Addicts.
1. Conviction – 2:28
2. Market – 4:04
3. Museum – 3:06
4. Airfield – 3:58
5. Flashback Coste – 4:08
6. Washington Monument – 3:56
7. Windowless Building – 4:24
8. Lincoln Memorial – 2:54
9. Third Echelon – 2:36
10. Abandoned Reservoir – 3:08
11. Streets and Gardens – 2:26
12. Chase Bossfight – 2:58
13. Amon – 3:52
14. The Mafia Club – 3:46
15. The Enbassy – 4:02
16. The Bunker – 4:14
17. The Research Base – 4:04
18. Conviction - End Cinematic – 1:10
19. Newspaper Office – 1:58
20. Oil Refinery – 3:18
21. Restaurant – 2:52
22. Theater – 2:34
23. Washington Flyby – 3:28
24. White House – 3:04

## Promozione e distribuzione del gioco
Il 15, il 20 e il 28 maggio del 2009 sono stati pubblicati tre teaser trailer del gioco sul sito manofconviction.com rivelando in parte informazioni sulla trama. I teaser sono incentrati sui fallimentari tentativi dell'agenzia Third Echelon di tracciare la posizione di Sam Fisher attraverso le sue telefonate.
- Il primo teaser trailer (15 maggio 2009). Le immagini satellitari conducono sull'isola di Malta[3]. La voce di Sam Fisher (doppiato da Michael Ironside nella versione inglese) riassume le vicende personali in cui è stato coinvolto prima dell'esilio volontario: ha perso sua figlia, ha sparato al suo migliore amico e ha visto l'agenzia per la quale ha dato la vita voltargli le spalle.

- Il secondo teaser trailer (20 maggio 2009). Le immagini satellitari conducono a Washington[4]. La voce di Sam Fisher, descrive il suo esilio e afferma che non può mai durare per sempre perché si torna sempre ad essere se stessi, si torna sempre a ciò che è davvero importante.

- Il terzo teaser trailer (28 maggio 2009). Le immagini satellitari conducono al Convention Center di Los Angeles. Sam parla dell'inizio delle sue indagini e di come la verità lo abbia riportato a casa. L'immagine satellitare lascia intendere che Splinter Cell Conviction verrà mostrato all'E3 2009.

- Il 30 maggio viene diffusa su alcuni siti web un'immagine scattata durante l'allestimento dell'E3 raffigurante un cartellone con Sam Fisher in primo piano munito di gadget (come l'OPSAT e la FiveSeven) e sullo sfondo la Casa Bianca in fiamme. Il 1º giugno 2009, all'E3 di Los Angeles durante la conferenza stampa Microsoft, venne mostrato il primo trailer e il gameplay di Splinter Cell Conviction. Con uno stile decisamente diverso dai video visti nel 2007 il gioco riconquistò il favore dei fan.

- Il primo trailer (1º giugno 2009), mostra il nuovo Sam Fisher: capelli corti, barba incolta e buona parte dell'equipaggiamento originale della serie.

- Dopo l'evento dell'E3 2009 vengono pubblicati numerosissimi video in-game.

### Collector's Edition europea
È prenotabile esclusivamente da GameStop la Collector's Edition di Splinter Cell: Conviction per Xbox 360 e PC Windows. Essa comprende:
- Custodia del disco e manuale in metallo
- Action figure di Sam Fisher (Scorte limitate)
- Codici per sbloccare tre armi (SC3000, SMG-2, MP5) e una skin utilizzabile nel gioco online (Shadow Armor)
- Modalità di gioco aggiuntiva: Infiltration Mode (Sbloccabile ulteriormente con i punti Uplay offerti da Ubisoft)
- Colonna sonora di Splinter Cell Conviction composta da 17 brani

### Pre-Order Pack
Da catene come FNAC, Blockbuster, Game Rush, Feltrinelli, Open Games e da alcuni negozi indipendenti è possibile prenotare il Value Pack, che contiene:
- Il DVD del Making Of di Splinter Cell: Conviction;
- Il fumetto del gioco in italiano a colori:
- Codice per sbloccare il fucile a pompa SPAS-12;
- La T-Shirt ufficiale del gioco.

Invece da GameStop è possibile prenotare il Pre-Order Pack, che contiene:
- Il DVD del Making Of di Splinter Cell: Conviction;
- Il fumetto del gioco in italiano a colori;
- Codice per sbloccare il fucile a pompa SPAS-12.